# كيث لورانس
كيث لورانس (بالإنجليزية: Keith Lawrence)‏ (25 مارس 1954 في المملكة المتحدة - ) هو لاعب كرة قدم بريطاني في مركز قلب الدفاع. لعب مع تشيلسي وتونبريدج أنغلز ونادي برينتفورد ونادي بروملي وBrading Town F.C. ‏ ونادي ويلدستون لكرة القدم.